# ويلفورد ودروف
ويلفورد ودروف هو كاتب يوميات وسياسي أمريكي، ولد في 1 مارس 1807 في فارمنغتون في الولايات المتحدة، وتوفي في 2 سبتمبر 1898 في مدينة سولت ليك في الولايات المتحدة. نشط حزبياً في الحزب الديمقراطي.

## وصلات خارجية
- ويلفورد ودروف على موقع الموسوعة البريطانية (الإنجليزية)